# Matrixprinter

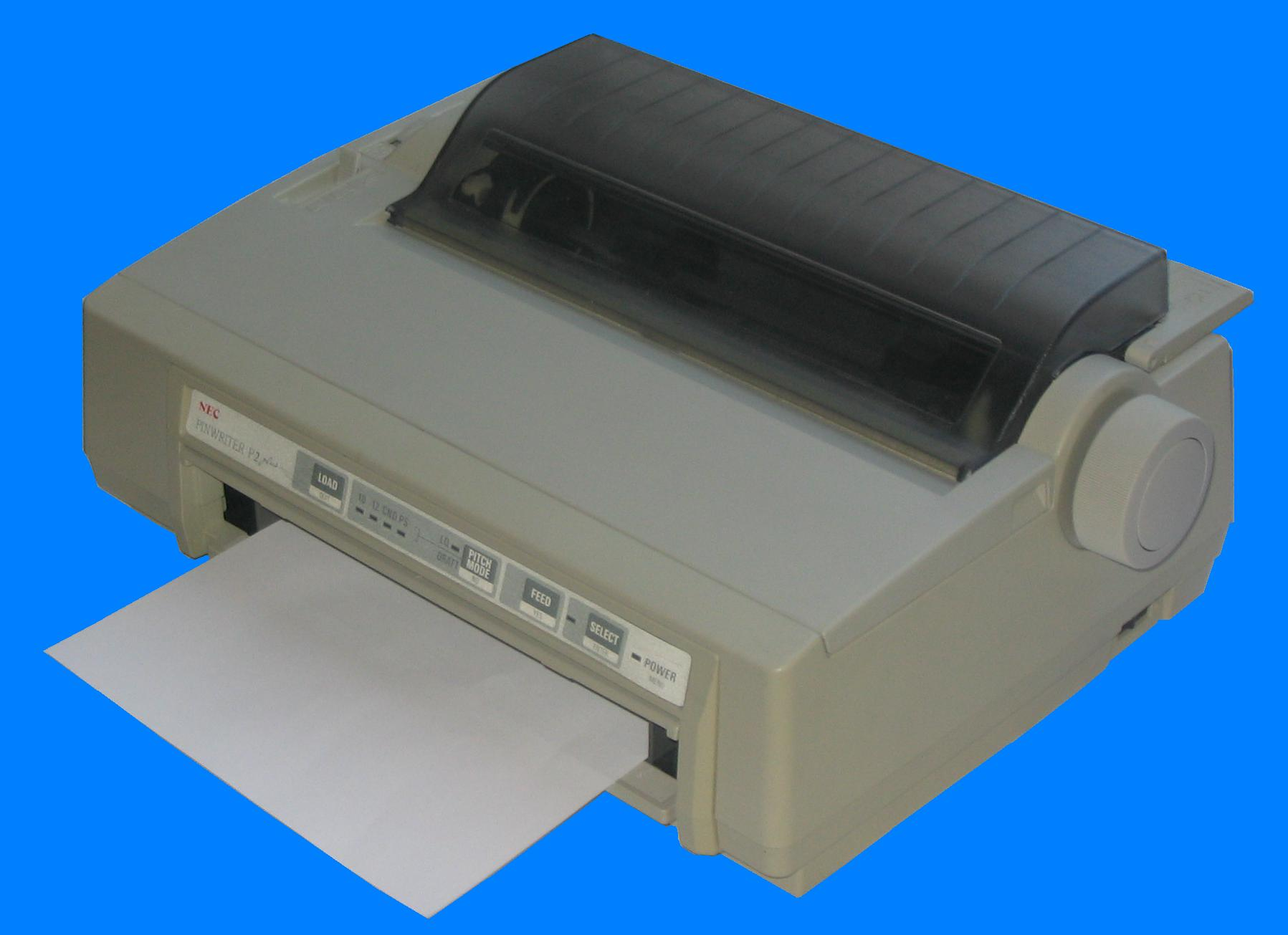
matrixprinter van NEC

Een matrixprinter is een printer, die tekst en beperkt afbeeldingen afdrukt door metalen pinnetjes via een inktlint tegen een stuk papier te slaan.
Het afdrukken gebeurt in de meeste types met een schrijfkop die een verticale rij pinnetjes bevat. De schrijfkop gaat heen en weer langs het papier en de pinnetjes worden op het juiste moment met een elektromagneet tegen het inktlint, dus tegen het papier geslagen. De inkt van het inktlint zal dan een zwart puntje van inkt, een dot, een  op het papier achterlaten. Hoe meer pinnetjes er zijn, des te nauwkeuriger de afdruk zal worden. Een goedkopere en eenvoudigere constructie heeft slechts één lijnvormig hamertje en een draaiende stervormige aandrukstaaf achter het papier. De verticale positie van de inktpunt wordt bepaald door op het juiste moment het hamertje neer te slaan. Met dit mechanisme kunnen geen exact verticale lijnen worden geprint, waardoor de afdrukkwaliteit lager is.
De tekst kan ook vet worden afgedrukt, dan worden de letters iets verschoven tweemaal afgedrukt en ook cursief afdrukken is mogelijk. Afbeeldingen afdrukken is soms ook mogelijk, al zijn deze vaak van lage kwaliteit. Nadeel van matrixprinters is dat ze luidruchtig zijn tijdens het drukken.
Matrixprinters zijn in de jaren 2000-2009 door inktjet- en de laserprinters verdrongen.

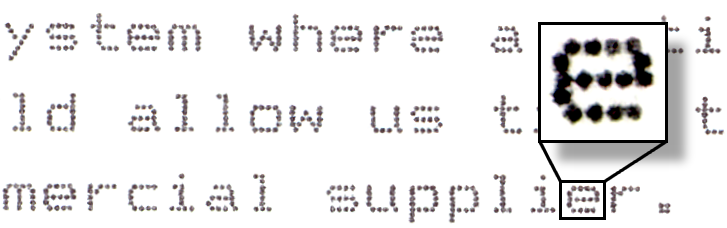
Afdrukvoorbeeld van een matrixprinter met negen pinnetjes boven elkaar